# 1969年カナダグランプリ
1969年カナダグランプリ (1969 Canadian Grand Prix) は、1969年のF1世界選手権第9戦として、1969年9月20日にモスポート・インターナショナル・レースウェイで開催された。
レースは90周で行われ、ブラバムのジャッキー・イクスがポール・トゥ・ウィンで優勝、チームメイトのジャック・ブラバムが2位、ロータスのヨッヘン・リントが3位となった。

## 背景
前年のカナダGPはモントランブラン・サーキットで開催されたが、2年ぶりにモスポート・パークへ戻り、前戦イタリアGPから2週間後に開催された。

## エントリー
本レースは3チームが3台目をエントリーした。チーム・ロータスは四輪駆動車の63をジョン・マイルズに、マトラも四輪駆動車のMS84をジョニー・セルボ＝ギャバンにそれぞれ与え、BRMは地元出身のビル・ブラックがP138を走らせる。
この年不振を極めたフェラーリは、ルイジ・キネッティ率いるフェラーリの北米代理店「ノースアメリカン・レーシングチーム(NART)」から北米での終盤3戦に参戦し、ペドロ・ロドリゲスが312を走らせる。
この他、地元出身のドライバーが2人エントリーされ、Can-Amドライバーのジョン・コーズがブラバム・BT23Bを、アル・ピースがイーグル・T1Fを走らせる。両者とも古いクライマックスFPFエンジン（2.7L直列4気筒）を使用するが、同社のエンジンが使用されるのは本レースが最後であり、イーグルのマシンによる出走も本レースが最後となった。

### エントリーリスト
| チーム                                                      | No. | ドライバー                     | コンストラクター | シャシー | エンジン                         | タイヤ |
| ----------------------------------------------------------- | --- | ------------------------------ | ---------------- | -------- | -------------------------------- | ------ |
| ゴールドリーフ・チーム・ロータス                            | 1   | グラハム・ヒル                 | ロータス         | 49B      | フォード・コスワース DFV 3.0L V8 | F      |
| ゴールドリーフ・チーム・ロータス                            | 2   | ヨッヘン・リント               | ロータス         | 49B      | フォード・コスワース DFV 3.0L V8 | F      |
| ゴールドリーフ・チーム・ロータス                            | 3   | ジョン・マイルズ               | ロータス         | 63       | フォード・コスワース DFV 3.0L V8 | F      |
| ブルース・マクラーレン・モーターレーシング                  | 4   | ブルース・マクラーレン         | マクラーレン     | M7C      | フォード・コスワース DFV 3.0L V8 | G      |
| ブルース・マクラーレン・モーターレーシング                  | 5   | デニス・ハルム                 | マクラーレン     | M7A      | フォード・コスワース DFV 3.0L V8 | G      |
| ノースアメリカン・レーシングチーム                          | 6   | ペドロ・ロドリゲス             | フェラーリ       | 312/69   | フェラーリ 255C 3.0L V12         | F      |
| ロブ・ウォーカー/ジャック・ダーラッシャー・レーシングチーム | 9   | ジョー・シフェール             | ロータス         | 49B      | フォード・コスワース DFV 3.0L V8 | F      |
| モーターレーシング・ディベロップメンツ・リミテッド          | 11  | ジャッキー・イクス             | ブラバム         | BT26A    | フォード・コスワース DFV 3.0L V8 | G      |
| モーターレーシング・ディベロップメンツ・リミテッド          | 12  | ジャック・ブラバム             | ブラバム         | BT26A    | フォード・コスワース DFV 3.0L V8 | G      |
| オーウェン・レーシング・オーガニゼーション                  | 14  | ジョン・サーティース           | BRM              | P139     | BRM P142 3.0L V12                | D      |
| オーウェン・レーシング・オーガニゼーション                  | 15  | ジャッキー・オリバー           | BRM              | P139     | BRM P142 3.0L V12                | D      |
| オーウェン・レーシング・オーガニゼーション                  | 16  | ビル・ブラック                 | BRM              | P138     | BRM P142 3.0L V12                | D      |
| マトラ・インターナショナル                                  | 17  | ジャッキー・スチュワート       | マトラ           | MS80     | フォード・コスワース DFV 3.0L V8 | D      |
| マトラ・インターナショナル                                  | 18  | ジャン＝ピエール・ベルトワーズ | マトラ           | MS80     | フォード・コスワース DFV 3.0L V8 | D      |
| マトラ・インターナショナル                                  | 19  | ジョニー・セルボ＝ギャバン     | マトラ           | MS84     | フォード・コスワース DFV 3.0L V8 | D      |
| シルビオ・モーザー・レーシングチーム                        | 20  | シルビオ・モーザー             | ブラバム         | BT24     | フォード・コスワース DFV 3.0L V8 | G      |
| フランク・ウィリアムズ・レーシングカーズ                    | 21  | ピアス・カレッジ               | ブラバム         | BT26A    | フォード・コスワース DFV 3.0L V8 | D      |
| エキュリー・ボニエ                                          | 22  | ヨアキム・ボニエ 1             | ロータス         | 49B      | フォード・コスワース DFV 3.0L V8 | F      |
| ファルケン・レーシング                                      | 23  | トニー・ランフランチ 2         | クーパー         | T86B     | マセラティ 10/F1 3.0L V12        | G      |
| ピート・ラブリー・フォルクスワーゲン・インク                | 25  | ピート・ラブリー               | ロータス         | 49B      | フォード・コスワース DFV 3.0L V8 | F      |
| ポール・サイツ                                              | 26  | ジョン・コーズ                 | ブラバム         | BT23B    | クライマックス FPF 2.8L L4       | D      |
| ジョン・マリオン                                            | 69  | アル・ピース                   | イーグル         | T1F      | クライマックス FPF 2.8L L4       | F      |
| ソース:                                                     |     |                                |                  |          |                                  |        |

追記
- ^1 - ボニエはマシンが準備できず欠場[11]
- ^2 - ランフランチはエントリーのみ[11]

## 予選
調子が良かったジャッキー・イクス（ブラバム）はポールポジションを獲得し、ジャン＝ピエール・ベルトワーズ（マトラ）、ヨッヘン・リント（ロータス）とともにフロントローに並んだ。既にチャンピオンを決めていたジャッキー・スチュワート（マトラ）はデニス・ハルム（マクラーレン）とともに2列目を、ジャック・ブラバム（ブラバム）、グラハム・ヒル（ロータス）、ジョー・シフェール（ロブ・ウォーカー）が3列目を占めた。

### 予選結果
| 順位    | No. | ドライバー                     | コンストラクター        | タイム | 差    | グリッド |
| ------- | --- | ------------------------------ | ----------------------- | ------ | ----- | -------- |
| 1       | 11  | ジャッキー・イクス             | ブラバム-フォード       | 1:17.4 | -     | 1        |
| 2       | 18  | ジャン＝ピエール・ベルトワーズ | マトラ-フォード         | 1:17.9 | +0.5  | 2        |
| 3       | 2   | ヨッヘン・リント               | ロータス-フォード       | 1:17.9 | +0.5  | 3        |
| 4       | 17  | ジャッキー・スチュワート       | マトラ-フォード         | 1:17.9 | +0.5  | 4        |
| 5       | 5   | デニス・ハルム                 | マクラーレン-フォード   | 1:18.0 | +0.6  | 5        |
| 6       | 12  | ジャック・ブラバム             | ブラバム-フォード       | 1:18.0 | +0.6  | 6        |
| 7       | 1   | グラハム・ヒル                 | ロータス-フォード       | 1:18.3 | +0.9  | 7        |
| 8       | 9   | ジョー・シフェール             | ロータス-フォード       | 1:18.5 | +1.1  | 8        |
| 9       | 4   | ブルース・マクラーレン         | マクラーレン-フォード   | 1:18.5 | +1.1  | 9        |
| 10      | 21  | ピアス・カレッジ               | ブラバム-フォード       | 1:19.5 | +2.1  | 10       |
| 11      | 3   | ジョン・マイルズ               | ロータス-フォード       | 1:20.0 | +2.6  | 11       |
| 12      | 15  | ジャッキー・オリバー           | BRM                     | 1:20.2 | +2.8  | 12       |
| 13      | 6   | ペドロ・ロドリゲス             | フェラーリ              | 1:20.5 | +3.1  | 13       |
| 14      | 14  | ジョン・サーティース           | BRM                     | 1:20.6 | +3.2  | 14       |
| 15      | 19  | ジョニー・セルボ＝ギャバン     | マトラ-フォード         | 1:21.4 | +4.0  | 15       |
| 16      | 25  | ピート・ラブリー               | ロータス-フォード       | 1:22.9 | +5.5  | 16       |
| 17      | 69  | アル・ピース                   | イーグル-クライマックス | 1:28.5 | +11.1 | 17       |
| 18      | 16  | ビル・ブラック                 | BRM                     | 1:28.7 | +11.3 | 18       |
| 19      | 26  | ジョン・コーズ                 | ブラバム-クライマックス | 1:29.7 | +12.3 | 19       |
| 20      | 20  | シルビオ・モーザー             | ブラバム-フォード       | 1:41.4 | +24.0 | 20       |
| ソース: |     |                                |                         |        |       |          |

## 決勝
スタートでヨッヘン・リントがジャッキー・イクス、ジャン＝ピエール・ベルトワーズ、ジャッキー・スチュワートを従えてリードを奪った。しかし、スチュワートは2周目にベルトワーズを、5周目にイクスを抜き、6周目にリントも抜いて首位に立った。イクスは2周後にリントを抜いてスチュワートに迫り、2人の激しい首位攻防戦が始まった。リントは3位を走行し、ベルトワーズは4位争いをリードしたが、2周遅れのアル・ピースに接触して順位を落とした。
33周目にスチュワートとイクスがピースを4周遅れにすると、イクスはスチュワートに仕掛けたが両者は接触し、2台ともスピンした。スチュワートはマシンを再スタートさせることができずリタイアし、イクスが首位に立ってそのまま優勝した。一方、チームメイトのジャック・ブラバムは60周目にリントを抜いて2位となり、ブラバムは2年前のカナダGP以来の1-2フィニッシュを達成した。なお、ブラバムが次に1-2フィニッシュを達成するのは、5年後の1974年アメリカGP（カルロス・ロイテマンとカルロス・パーチェ）である。ピースは最終的にペースが遅すぎるため、黒旗が出されて失格となった。F1の歴史でペースが遅すぎるという理由で失格となったのはピースのみである。四輪駆動車のマトラ・MS84を走らせたジョニー・セルボ＝ギャバンは6位に入賞し、四輪駆動F1マシンでポイントを獲得した唯一のドライバーとなった。

### レース結果
| 順位    | No. | ドライバー                     | コンストラクター        | 周回数 | タイム/リタイア原因  | グリッド | ポイント |
| ------- | --- | ------------------------------ | ----------------------- | ------ | -------------------- | -------- | -------- |
| 1       | 11  | ジャッキー・イクス             | ブラバム-フォード       | 90     | 1:59:25.7            | 1        | 9        |
| 2       | 12  | ジャック・ブラバム             | ブラバム-フォード       | 90     | +46.2                | 6        | 6        |
| 3       | 2   | ヨッヘン・リント               | ロータス-フォード       | 90     | +52.0                | 3        | 4        |
| 4       | 18  | ジャン＝ピエール・ベルトワーズ | マトラ-フォード         | 89     | +1 Lap               | 2        | 3        |
| 5       | 4   | ブルース・マクラーレン         | マクラーレン-フォード   | 87     | +3 Laps              | 9        | 2        |
| 6       | 19  | ジョニー・セルボ＝ギャバン     | マトラ-フォード         | 84     | +6 Laps              | 15       | 1        |
| 7       | 25  | ピート・ラブリー               | ロータス-フォード       | 81     | +9 Laps              | 16       |          |
| NC      | 16  | ビル・ブラック                 | BRM                     | 80     | 規定周回数不足       | 18       |          |
| Ret     | 1   | グラハム・ヒル                 | ロータス-フォード       | 42     | エンジン             | 7        |          |
| Ret     | 9   | ジョー・シフェール             | ロータス-フォード       | 40     | ハーフシャフト       | 8        |          |
| Ret     | 3   | ジョン・マイルズ               | ロータス-フォード       | 40     | ギアボックス         | 11       |          |
| Ret     | 6   | ペドロ・ロドリゲス             | フェラーリ              | 37     | 油圧                 | 13       |          |
| Ret     | 17  | ジャッキー・スチュワート       | マトラ-フォード         | 32     | 接触                 | 4        |          |
| DSQ     | 69  | アル・ピース                   | イーグル-クライマックス | 22     | 失格（不適スピード） | 17       |          |
| Ret     | 14  | ジョン・サーティース           | BRM                     | 15     | エンジン             | 14       |          |
| Ret     | 21  | ピアス・カレッジ               | ブラバム-フォード       | 13     | 燃料漏れ             | 10       |          |
| Ret     | 26  | ジョン・コーズ                 | ブラバム-クライマックス | 10     | オイル漏れ           | 19       |          |
| Ret     | 5   | デニス・ハルム                 | マクラーレン-フォード   | 9      | ディストリビューター | 5        |          |
| Ret     | 15  | ジャッキー・オリバー           | BRM                     | 2      | エンジン             | 12       |          |
| Ret     | 20  | シルビオ・モーザー             | ブラバム-フォード       | 0      | アクシデント         | 20       |          |
| ソース: |     |                                |                         |        |                      |          |          |

ファステストラップ
- ジャッキー・イクス - 1:18.1（30周目）
- ジャック・ブラバム - 1:18.1（62周目）

ラップリーダー
太字は最多ラップリーダー
- ヨッヘン・リント - 5周 (Lap 1-5)
- ジャッキー・スチュワート - 27周 (Lap 6-32)
- ジャッキー・イクス - 58周 (Lap 33-90)

## 第9戦終了時点のランキング
|         | 順位 | ドライバー                     | ポイント |
| ------- | ---- | ------------------------------ | -------- |
|         | 1    | ジャッキー・スチュワート       | 60       |
| 1       | 2    | ジャッキー・イクス             | 31       |
| 1       | 3    | ブルース・マクラーレン         | 26       |
|         | 4    | グラハム・ヒル                 | 19       |
|         | 5    | ジャン＝ピエール・ベルトワーズ | 19       |
| ソース: |      |                                |          |

|         | 順位 | コンストラクター      | ポイント |
| ------- | ---- | --------------------- | -------- |
|         | 1    | マトラ-フォード       | 63       |
| 1       | 2    | ブラバム-フォード     | 39       |
| 1       | 3    | ロータス-フォード     | 38       |
|         | 4    | マクラーレン-フォード | 29 (31)  |
|         | 5    | フェラーリ            | 5        |
| ソース: |      |                       |          |

- 注:  トップ5のみ表示。前半6戦のうちベスト5戦及び後半5戦のうちベスト4戦がカウントされる。ポイントは有効ポイント、括弧内は総獲得ポイント。